# (34558) 2000 SM270
2000 SM270 (asteroide 34558) é um asteroide da cintura principal. Possui uma excentricidade de 0.02562880 e uma inclinação de 9.54831º.
Este asteroide foi descoberto no dia 27 de setembro de 2000 por LINEAR em Socorro.